# Timo Handschuh
Timo Handschuh (* 1975 in Lahr) ist ein deutscher Dirigent, Komponist und Professor für Dirigieren an der Hochschule für Musik und Tanz Köln.

## Beruflicher Werdegang
Timo Handschuh wurde 1975 in Lahr/Schwarzwald geboren und gründete bereits als 17-Jähriger in seiner Heimatstadt ein eigenes Orchester. Er absolvierte zunächst ein Kirchenmusikstudium an der Musikhochschule Stuttgart (A-Examen), anschließend ein Kapellmeisterstudium, das er 2004 an der Musikhochschule Freiburg mit Auszeichnung abschloss. Seine prägenden Lehrer waren Ludger Lohmann (Orgel) und Scott Sandmeier (Dirigieren).
Noch während des Studiums war Handschuh ab 2002 als Assistent des Chordirektors und als Solorepetitor an der Staatsoper Stuttgart tätig, dort ab 2007 als musikalischer Assistent von Generalmusikdirektor Manfred Honeck. In dieser Funktion leitete er in der Folge als Kapellmeister und Gastdirigent mehr als 120 Vorstellungen an der Staatsoper, unter anderem Madama Butterfly, Idomeneo, Così fan tutte, Il Trovatore, Le nozze di Figaro, Die Fledermaus, Aida, Der fliegende Holländer und Der Freischütz.
Handschuh war von 2011 bis 2021 Generalmusikdirektor am Theater Ulm. Hier leitete er im Musiktheater die Premieren von Madama Butterfly, Carmen, Die Sache Makropulos, Il trittico, Dialogues des Carmélites, Otello und Der Rosenkavalier sowie Aufführungen von Turandot und Lohengrin. Darüber hinaus leitete er die Ballettpremiere mit Roberto Scafatis Choreografie von Tschaikowskys Schwanensee.
Neben der Opernarbeit vernachlässigte Handschuh nie seine Konzertaktivitäten, sondern erarbeitete sich parallel dazu am Pult renommierter Kammer- und Sinfonieorchester ein großes Repertoire, das von der Barockmusik in historisch informierter Aufführungspraxis über die Klassik und Romantik bis zur Moderne reicht. Er selbst sagt dazu: „Die Arbeit in beiden Bereichen erweitert den Horizont ungemein: Oper und Konzert, Sänger und Instrumentalsolisten – beide Bereiche geben immer wieder neue Impulse und befruchten sich gegenseitig.“
Von 2013 bis 2019 war Timo Handschuh gleichzeitig künstlerischer Leiter und Chefdirigent des Südwestdeutschen Kammerorchesters Pforzheim (SWDKO). Hier ist er mit mehreren CD-Einspielungen präsent.
Im Juli 2019 gab Handschuh bekannt, dass er seinen Vertrag als Generalmusikdirektor des Theaters Ulm und des Philharmonischen Orchesters der Stadt Ulm nicht über die Spielzeit 2020/2021 hinaus verlängern werde. Nach insgesamt zehn erfolgreichen Spielzeiten wolle er „sich neuen künstlerischen Herausforderungen zuwenden.“ Zum Wintersemester 2023/2024 folgte er dem Ruf als Professor für Dirigieren an die Hochschule für Musik und Tanz Köln am Standort Aachen. Anfang 2025 übernahm er den Direktorenposten dieses Standorts.

## Werke
- Aarons Segen, für achtstimmigen Chor und Streicher, op. 14 (2004)
- Messa Sublime Amore, für Solosopran, gemischten Chor, Streicher, Glocke und Orgel, op. 32 (2016)
- Magnificat, für Sopransolo, gemischten Chor (SSAATB) und Instrumente, op 35, 2021, UA 2022[6]